# お米かくれんぼ
「お米かくれんぼ」（おこめかくれんぼ）は、2017年10月 - 11月、NHK『みんなのうた』で放送された楽曲。

## 概要
作詞・作曲：バナナ♪ゼロミュージック。歌は「バナナゼロムジカ」となっているが、歌唱はバナナマンの二人によるものである。
NHK総合テレビにて2016年より放送されている音楽バラエティ番組「バナナ♪ゼロミュージック」内で2017年5月6日に放送された「みんなのうたSP」において、「みんなのうた」側から楽曲製作オファーを受け製作された楽曲。
番組のMCを務めるバナナマンの日村勇紀がパリに渡った際に服に米粒がついていたという実体験をベースに「お米がいろんなとこにくっつくな」という誰でも経験があるテーマを題材に製作され、曲中には日村が前述した実体験についての語りパートも存在する。
曲は番組の専属バンド「オルケスタ・"バナナゼロ"・ムジカ」のバンマス、サイトウ "JxJx" ジュンを中心に製作され、音頭やラップを様々な曲調を取り入れたものとなっている。
アニメーションは番組ロゴを製作した会社「Pie in the sky」に所属する澤田裕太郎、イラストはスズキハルカが手掛けており、バナナマンの二人をイメージしたお米のキャラクターが登場するユニークな映像となっている。
2017年8月16日のゴールデン特番「極上！バナナ♪ゼロミュージック」内で本曲が正式に採用され、同年10-11月に新曲として放送されることが発表された。また、放送前の9月30日にも「祝！みんなのうた完成スペシャル」が放送され、楽曲の制作風景や完成した楽曲を小学生や槇原敬之に試聴してもらう様子も放送され、番組最後では本曲がテレビで初披露される形となった。その後も「クリスマスバージョン」など番組オリジナルのアレンジを加えたものを度々放送している。
本曲は2017年11月8日に配信限定でリリースされ、その後12月6日に日本コロムビアより発売されたCD「ザ・ベスト NHKみんなのうた」（COCN-50011）にも収録された。